# José van der Ploeg
Pour les articles homonymes, voir van der Ploeg.
José van der Ploeg, né le 4 mai 1958 à Barcelone, est un skipper espagnol.
Il participe aux Jeux olympiques d'été de 1992 et aux Jeux olympiques d'été de 1996 en concourant dans les épreuves du dériveur solitaire Finn. En 1996, à Atlanta, il termine à la huitième place.

## Palmarès

### Jeux olympiques
- Jeux olympiques de 1992 à Barcelone,  Espagne
  -  Médaille d'or.